# Ден-Гаут
Ден-Гаут (нід. Den Hout) — село в нідерландській провінції Північний Брабант. Входить до муніципалітету Остергаут.
Його площа становить 7,91 км², а населення станом на 2021 рік складало 1 235 осіб.
Перша згадка про населений пункт датується 1311 роком.

## Галерея

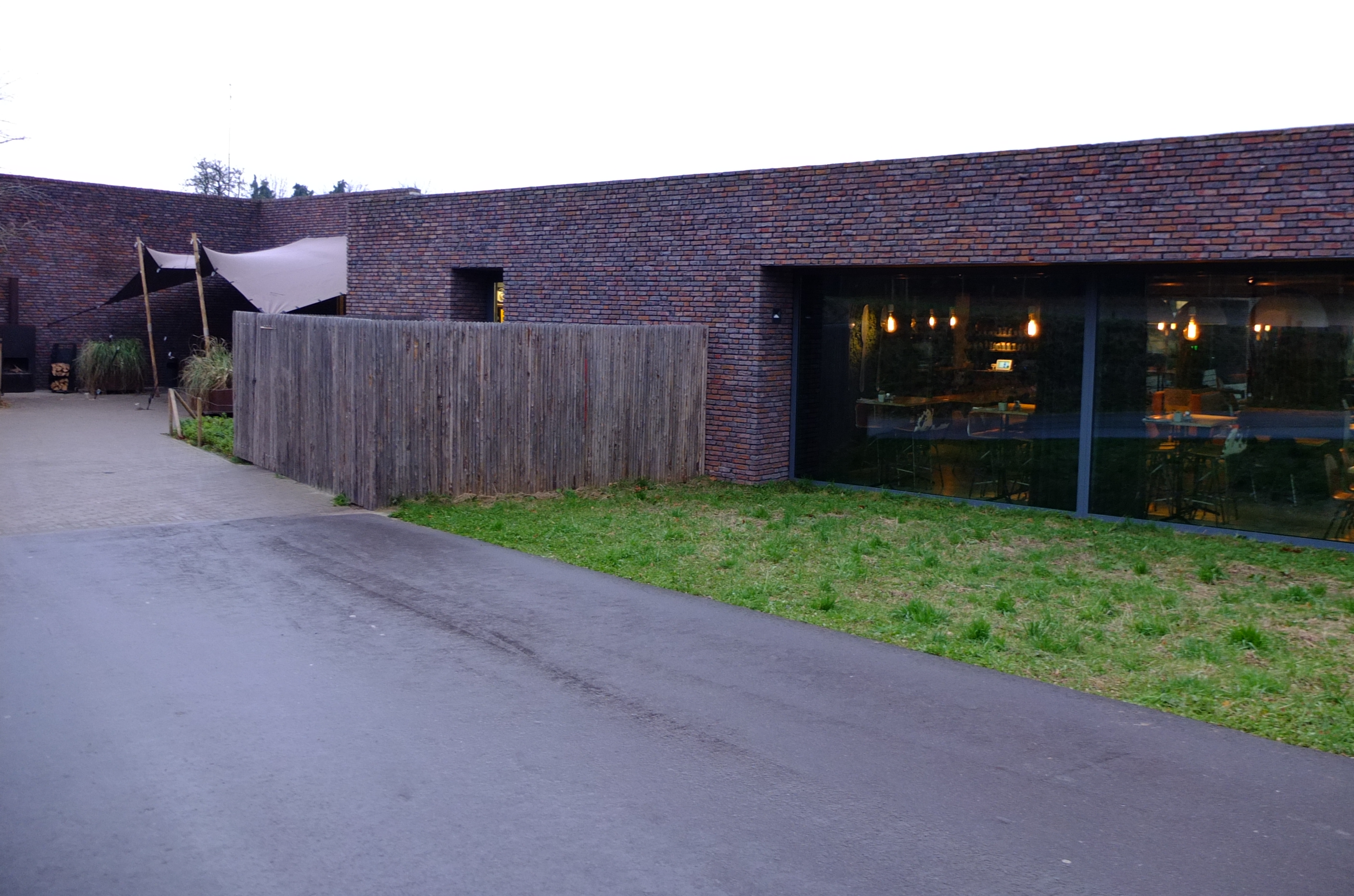
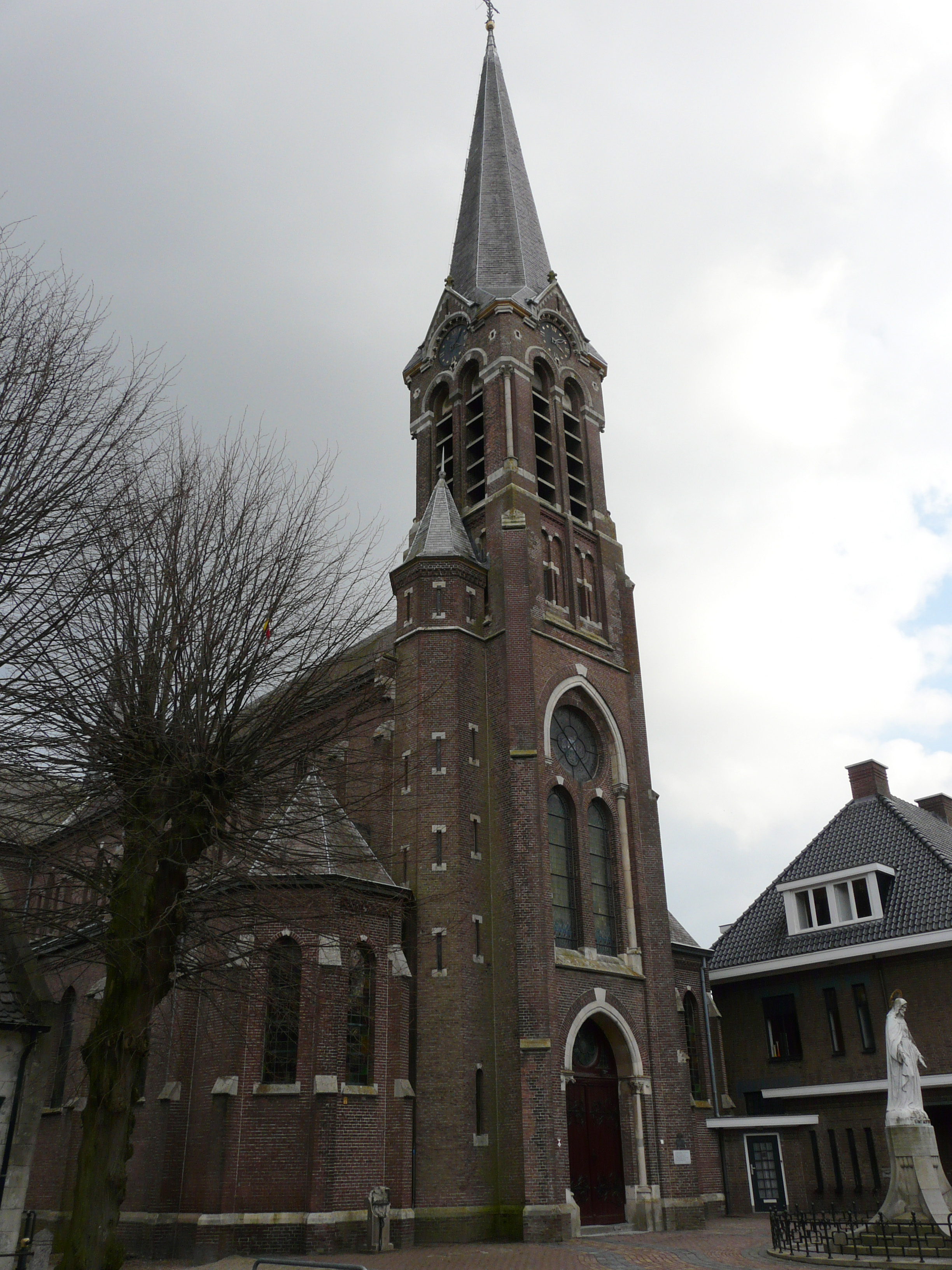
Церква св. Корнеліуса
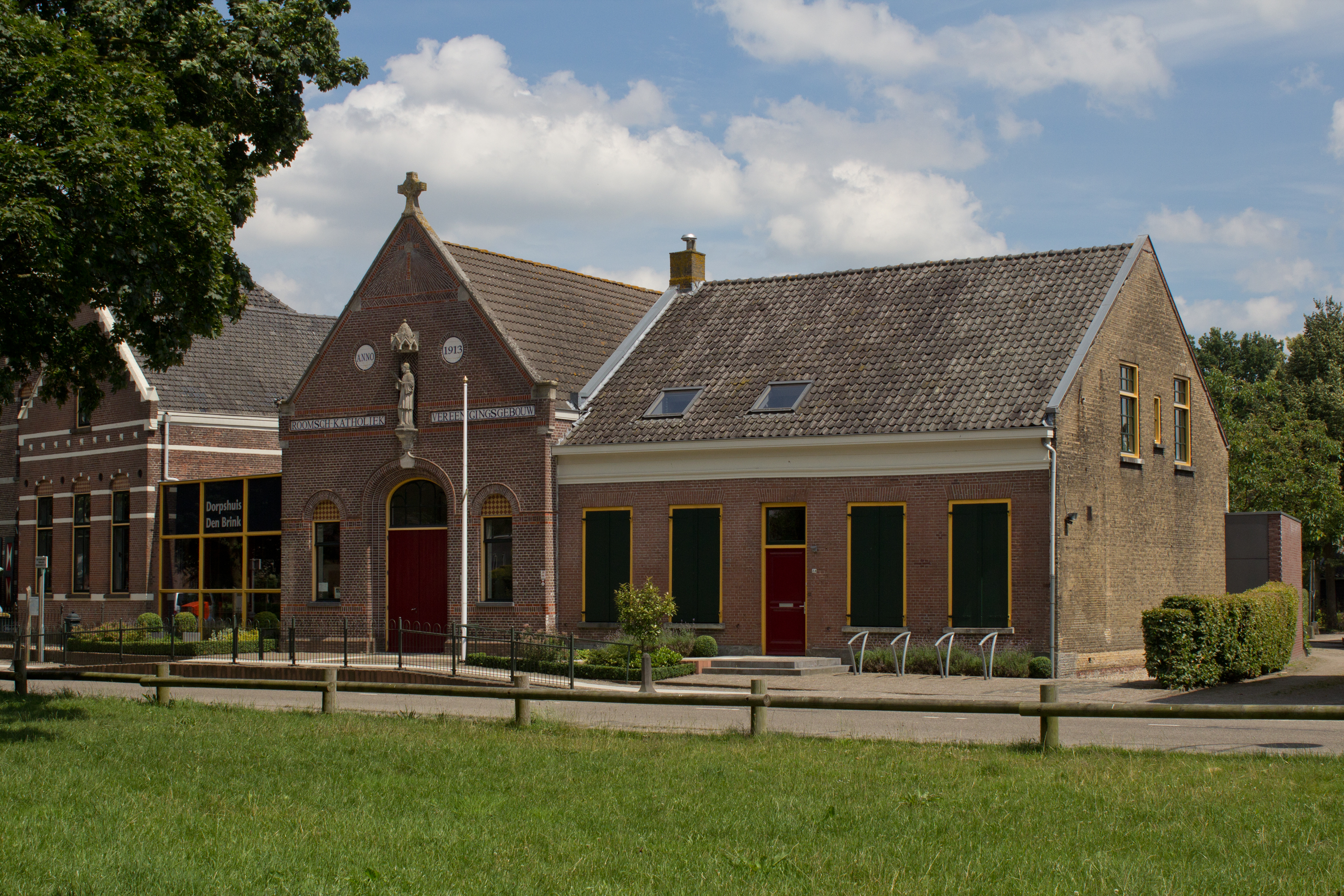
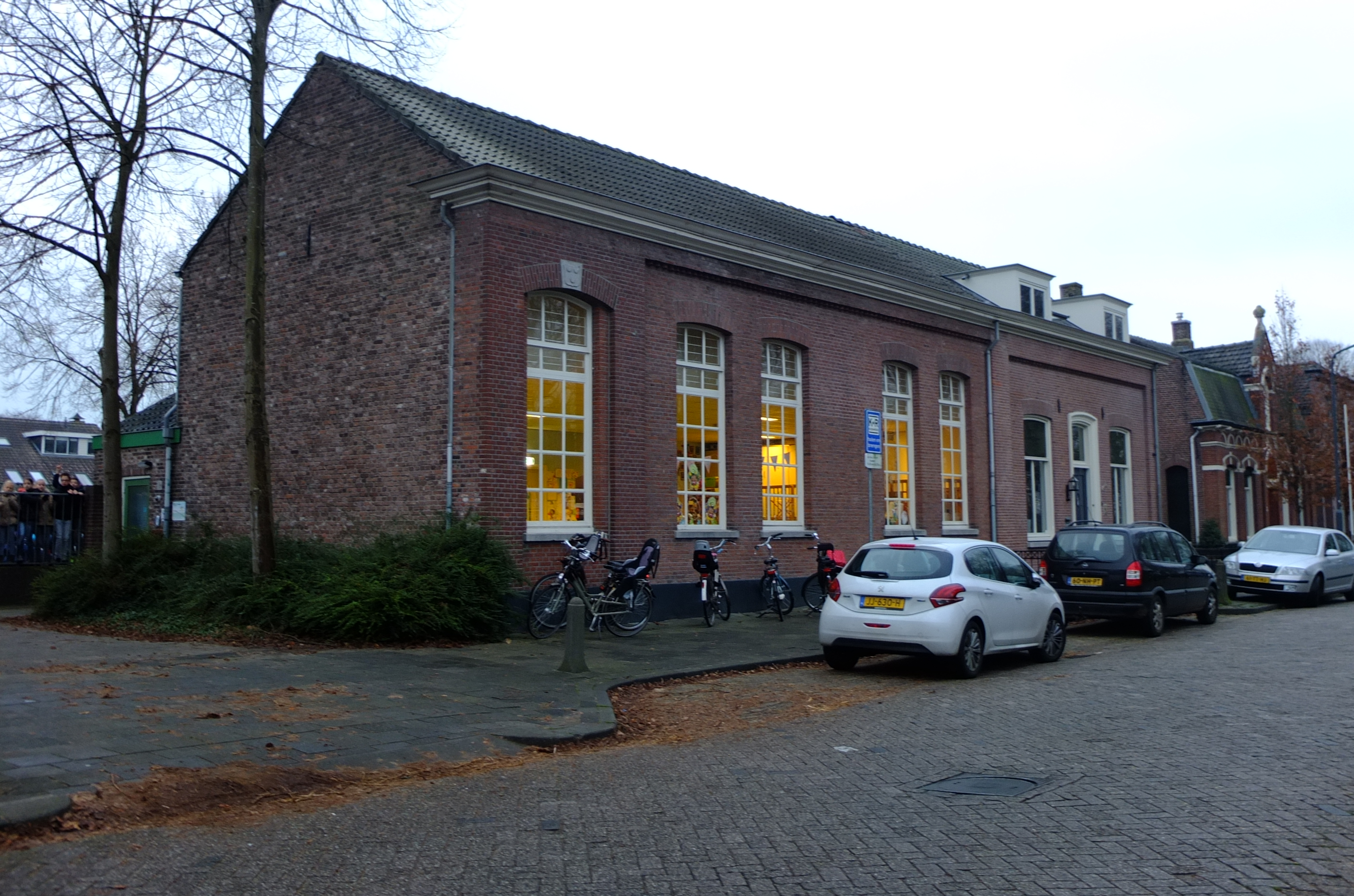
Школа в Ден-Гауті